# Wielersport op de Olympische Zomerspelen 2024 – Keirin mannen
De keirin voor de mannen op de Olympische Zomerspelen 2024 vond plaats op 10 en 11 augustus in de Vélodrome de Saint-Quentin-en-Yvelines. De Nederlander Harrie Lavreysen won dit onderdeel en won hiermee zijn derde medaille van deze Olympische Zomerspelen. Eerder tijdens het toernooi won hij al de sprint en de teamsprint.

## Competitie format
Het keirintoernooi bij de mannen begon met een eerste ronde die vijf series kende. Aan iedere serie namen zes renners deel, de twee beste gingen door naar de kwartfinales. De andere renners konden nog doorstoten door middel van de herkansingen, waar eveneens de twee beste renners doorgingen. De kwartfinales bestonden uit drie series met ieder zes renners. Deze ronde gingen er maar liefst vier van de zes renners door naar de halve finales. Uit de twee halve finales gingen de beste drie door naar de A-finale waar gestreden werd voor de medailles, de andere drie renners plaatsten zich voor de B-finale.

## Resultaten

### Eerste ronde
Heat 1
| Rang | Renner            | Land      | Verschil |    |
| ---- | ----------------- | --------- | -------- | -- |
| 1    | Matthew Glaetzer  | Australië |          | QF |
| 2    | Jeffrey Hoogland  | Nederland | +0.011   | QF |
| 3    | Kaiya Ota         | Japan     | +0.031   | R  |
| 4    | Jaïr Tjon En Fa   | Suriname  | +0.263   | R  |
| 5    | Rayan Helal       | Frankrijk | +0.942   | R  |
|      | Azizulhasni Awang | Maleisië  | DSQ      |    |

Heat 2
| Rang | Renner              | Land             | Verschil |    |
| ---- | ------------------- | ---------------- | -------- | -- |
| 1    | Harrie Lavreysen    | Nederland        |          | QF |
| 2    | Jack Carlin         | Groot-Brittannië | +0.361   | QF |
| 3    | Sébastien Vigier    | Frankrijk        | +0.535   | R  |
| 4    | Zhou Yu             | China            | +0.819   | R  |
| 5    | Andrey Chugay       | Kazachstan       | +1.166   | R  |
| 6    | Maximilian Dörnbach | Duitsland        | +1.191   | R  |

Heat 3
| Rang | Renner             | Land             | Verschil |    |
| ---- | ------------------ | ---------------- | -------- | -- |
| 1    | Matthew Richardson | Australië        |          | QF |
| 2    | Shinji Nakano      | Japan            | +0.119   | QF |
| 3    | Liu Qi             | China            | +0.157   | R  |
| 4    | Hamish Turnbull    | Groot-Brittannië | +0.353   | R  |
| 5    | James Hedgcock     | Canada           | +0.400   | R  |
| 6    | Jean Spies         | Zuid-Afrika      | +1.506   | R  |

Heat 4
| Rang | Renner            | Land               | Verschil |    |
| ---- | ----------------- | ------------------ | -------- | -- |
| 1    | Mikhail Jakovlev  | Israël             |          | QF |
| 2    | Kevin Quintero    | Colombia           | +0.330   | QF |
| 3    | Kwesi Browne      | Trinidad en Tobago | +0.427   | R  |
| 4    | Jai Angsuthasawit | Thailand           | +0.510   | R  |
| 5    | Nick Wammes       | Canada             | +0.618   | R  |
| 6    | Luca Spiegel      | Duitsland          | +0.767   | R  |

Heat 5
| Rang | Renner                       | Land               | Verschil |    |
| ---- | ---------------------------- | ------------------ | -------- | -- |
| 1    | Nicholas Paul                | Trinidad en Tobago |          | QF |
| 2    | Mateusz Rudyk                | Polen              | +0.023   | QF |
| 3    | Cristian Ortega              | Colombia           | +0.449   | R  |
| 4    | Sam Dakin                    | Nieuw-Zeeland      | +0.519   | R  |
| 5    | Vasilijus Lendel             | Litouwen           | +3.197   | R  |
| 6    | Muhammad Shah Firdaus Sahrom | Maleisië           | REL      | R  |

### Herkansingen
Heat 1
| Rang | Renner              | Land          | Verschil |    |
| ---- | ------------------- | ------------- | -------- | -- |
| 1    | Kaiya Ota           | Japan         |          | QF |
| 2    | Sam Dakin           | Nieuw-Zeeland | +0.143   | QF |
| 3    | Jai Angsuthasawit   | Thailand      | +0.188   |    |
| 4    | Maximilian Dörnbach | Duitsland     | +0.194   |    |
| 5    | Jean Spies          | Zuid-Afrika   | +0.249   |    |

Heat 2
| Rang | Renner           | Land             | Verschil |    |
| ---- | ---------------- | ---------------- | -------- | -- |
| 1    | Hamish Turnbull  | Groot-Brittannië |          | QF |
| 2    | Luca Spiegel     | Duitsland        | +0.069   | QF |
| 3    | Sébastien Vigier | Frankrijk        | +0.120   |    |
| 4    | Vasilijus Lendel | Litouwen         | +0.146   |    |
| 5    | Zhou Yu          | China            | REL      |    |

Heat 3
| Rang | Renner                       | Land      | Verschil |    |
| ---- | ---------------------------- | --------- | -------- | -- |
| 1    | Muhammad Shah Firdaus Sahrom | Maleisië  |          | QF |
| 2    | Nick Wammes                  | Canada    | +0.014   | QF |
| 3    | Liu Qi                       | China     | +0.121   |    |
| 4    | Jaïr Tjon En Fa              | Suriname  | +0.144   |    |
| 5    | Rayan Helal                  | Frankrijk | REL      |    |

Heat 4
| Rang | Renner          | Land               | Verschil |    |
| ---- | --------------- | ------------------ | -------- | -- |
| 1    | James Hedgcock  | Canada             |          | QF |
| 2    | Cristian Ortega | Colombia           | +0.053   | QF |
| 3    | Andrey Chugay   | Kazachstan         | +0.090   |    |
|      | Kwesi Browne    | Trinidad en Tobago | DNF      |    |

### Kwartfinale
Heat 1
| Rang | Renner                       | Land             | Verschil |    |
| ---- | ---------------------------- | ---------------- | -------- | -- |
| 1    | Jack Carlin                  | Groot-Brittannië |          | QF |
| 2    | Matthew Glaetzer             | Australië        | +0.006   | QF |
| 3    | Muhammad Shah Firdaus Sahrom | Maleisië         | +0.051   | QF |
| 4    | Kaiya Ota                    | Japan            | +0.059   | QF |
| 5    | Mikhail Jakovlev             | Israël           | +0.215   |    |
| 5    | James Hedgcock               | Canada           | +0.310   |    |

Heat 2
| Rang | Renner           | Land               | Verschil |    |
| ---- | ---------------- | ------------------ | -------- | -- |
| 1    | Harrie Lavreysen | Nederland          |          | QF |
| 2    | Hamish Turnbull  | Groot-Brittannië   | +0.089   | QF |
| 3    | Cristian Ortega  | Colombia           | +0.138   | QF |
| 4    | Shinji Nakano    | Japan              | +0.261   | QF |
| 5    | Nicholas Paul    | Trinidad en Tobago | +0.582   |    |
| 6    | Nick Wammes      | Canada             | +1.035   |    |

Heat 3
| Rang | Renner             | Land          | Verschil |    |
| ---- | ------------------ | ------------- | -------- | -- |
| 1    | Matthew Richardson | Australië     |          | QF |
| 2    | Sam Dakin          | Nieuw-Zeeland | +0.346   | QF |
| 3    | Mateusz Rudyk      | Polen         | +0.444   | QF |
| 4    | Luca Spiegel       | Duitsland     | +0.491   | QF |
| 5    | Jeffrey Hoogland   | Nederland     | +0.514   |    |
| 6    | Kevin Quintero     | Colombia      | +0.554   |    |

### Halve finale
Heat 1
| Rang | Renner           | Land             | Verschil |    |
| ---- | ---------------- | ---------------- | -------- | -- |
| 1    | Jack Carlin      | Groot-Brittannië |          | FA |
| 2    | Matthew Glaetzer | Australië        | +0.345   | FA |
| 3    | Shinji Nakano    | Japan            | +0.364   | FA |
| 4    | Cristian Ortega  | Colombia         | +0.470   | FB |
| 5    | Sam Dakin        | Nieuw-Zeeland    | +0.644   | FB |
| 6    | Mateusz Rudyk    | Polen            | +2.528   | FB |

Heat 2
| Rang | Renner                       | Land             | Verschil |    |
| ---- | ---------------------------- | ---------------- | -------- | -- |
| 1    | Matthew Richardson           | Australië        | +0.582   | FA |
| 2    | Harrie Lavreysen             | Nederland        | +0.234   | FA |
| 3    | Muhammad Shah Firdaus Sahrom | Maleisië         | +0.437   | FA |
|      | Hamish Turnbull              | Groot-Brittannië | DNF      | FB |
|      | Luca Spiegel                 | Duitsland        | DNF      | FB |
|      | Kaiya Ota                    | Japan            | DSQ      |    |

## Resultaten finales
| rang     | naam                         | land             | tijd    |
| -------- | ---------------------------- | ---------------- | ------- |
| A-finale |                              |                  |         |
| Goud     | Harrie Lavreysen             | Nederland        | 9,397   |
| Zilver   | Matthew Richardson           | Australië        | + 0,056 |
| Brons    | Matthew Glaetzer             | Australië        | + 0,881 |
| 4        | Jack Carlin                  | Groot-Brittannië | DNF     |
| 5        | Shinji Nakano                | Japan            | DNF     |
| 6        | Muhammad Shah Firdaus Sahrom | Maleisië         | DSQ     |
| B-finale |                              |                  |         |
| 7        | Cristian Ortega              | Colombia         | 9,964   |
| 8        | Sam Dakin                    | Nieuw-Zeeland    | + 0,015 |
| 9        | Luca Spiegel                 | Duitsland        | + 0,147 |
| 10       | Mateusz Rudyk                | Polen            | + 0,248 |
| 11       | Hamish Turnbull              | Groot-Brittannië | DNS     |

2000: Florian Rousseau ·
2004: Ryan Bayley ·
2008: Chris Hoy ·
2012: Chris Hoy ·
2016: Jason Kenny ·
2020: Jason Kenny · 
2024: Harrie Lavreysen